# Хатха-йога
Хатха-йога (санскр. हठयोग, IAST: haṭhayoga, hʌʈʰʌjo:gʌ, «усиленное/настойчивое слияние») — направление йоги, сформированное согласно легенде в X—XI веке Матсьендранатхом (и зафиксированное в тексте, приписываемом ему) и, в большей степени, его учеником Горакшанатхом. Основанная им йогическая традиция натхов сыграла значительную роль в развитии классической хатха-йоги в средневековой Индии.
Во многих источниках хатха-йога рассматривается как набор психофизических техник, позволяющих успокоить колебания ума и подготовиться к практике раджа-йоги. В других указывается на то, что хатха-йога представляет собой целостную систему, которая ведёт к самадхи и мукти (мокше).
Практики хатха-йоги включают в себя шаткармы, асаны, бандхи, мудры и пранаямы, а также элементы пратьяхары, дхараны и дхьяны. Во всех практиках есть элементы работы с сознанием (концентрация внимания, осознанное восприятие). Также для практикующего предписывается соблюдение ям и ниям.

## Этимология
| «Ха»           | «Тха»          |
| -------------- | -------------- |
| Шива           | Шакти          |
| Дух            | Душа           |
| Мужское начало | Женское начало |
| Солнце         | Луна           |
| Пингала        | Ида            |
| Пуруша         | Пракрити       |
| Манас шакти    | Прана шакти    |

Слово «хатха» (हठ, haţha) переводится с санскрита как «усилие», «натуга», «интенсивность». Слово «йога» (योग, yoga) переводится с санскрита как «союз», «единение», «слияние». Таким образом, словосочетание «хатха-йога» (हठयोग, haţhayoga) можно перевести на русский язык как «усиленное единение», «интенсивное единение» и т. д.
Некоторые исследователи переводят словосочетание «хатха-йога» как «йога силы» или «силовая йога». Буквально это указывает на то, что практики хатха-йоги требуют значительных усилий и дисциплины, но в эзотерическом смысле под «силой» можно понимать энергию кундалини.
Также термин «хатха» часто рассматривают как составленный из двух частей «ха» и «тха». По отдельности это не слова, а слоги, формально не имеющие собственных значений. Но в паре они наделяются мистическим смыслом: «ха» — ум, ментальная энергия и «тха» — прана, сила жизни; «ха» символизирует Солнце, «тха» — Луну; «ха» отождествляется с каналом Пингала, «тха» — с каналом Ида; «ха» — мужской вариант мантры, «тха» — женский. Таким образом, термин «хатха-йога» означает единение «ха» и «тха», Солнца и Луны, мужского и женского, Шивы и Шакти.

## История
Существует несколько легенд, согласно которым учение хатха-йоги передал людям индийский бог Шива. Авторы классических текстов по хатха-йоге упоминают Шиву как первого гуру в парампаре.
Современные исследователи связывают возникновение хатха-йоги с Матсьендранатхом и его учеником Горакшанатхом, основавшим в X—XI веках йогическую традицию натхов. Горакшанатх систематизировал существующие в его время практики работы с телом и сознанием, а также дополнил их тантрическими элементами. Он считается автором многих текстов по хатха-йоге («Горакша-паддхати», «Горакша-штака», «Джняна-амрита» («Нектар знания»), «Аманская йога», «Йога-мартанда», «Сиддха-сиддханта паддхати» и др.).
Классическим текстом, в котором систематизированы многие практики хатха-йоги, стал труд Свами Сватмарамы «Хатха-йога-прадипика» (по разным источникам относится к XIV—XV в. ). Свами Сватмарама принадлежал к шиваистской традиции йоги из Андхры .
Хатха-йога активно развивалась в XVII—XVIII веках. К этому времени относят такие тексты, как: «Гхеранда-самхита», написанная вайшнавским мудрецом Гхерандой из Бенгалии; «Йога-карника» Агхорананды; «Хатха-санкета-чандрика», приписываемый Сундарадэве, и др. . Также к XVIII веку Фершнтайн относит «Шива-самхита» — текст, в котором наряду с практиками излагается философия хатха-йоги.
Важно уточнить: никаких упоминаний о хатха-йоге в «Йога-сутрах» Патанджали нет (как нет в этой основополагающей для классической йоги сутре и упоминаний о раджа-йоге).

## Практики
Всё в хатха-йоге существует для раджа-йоги.

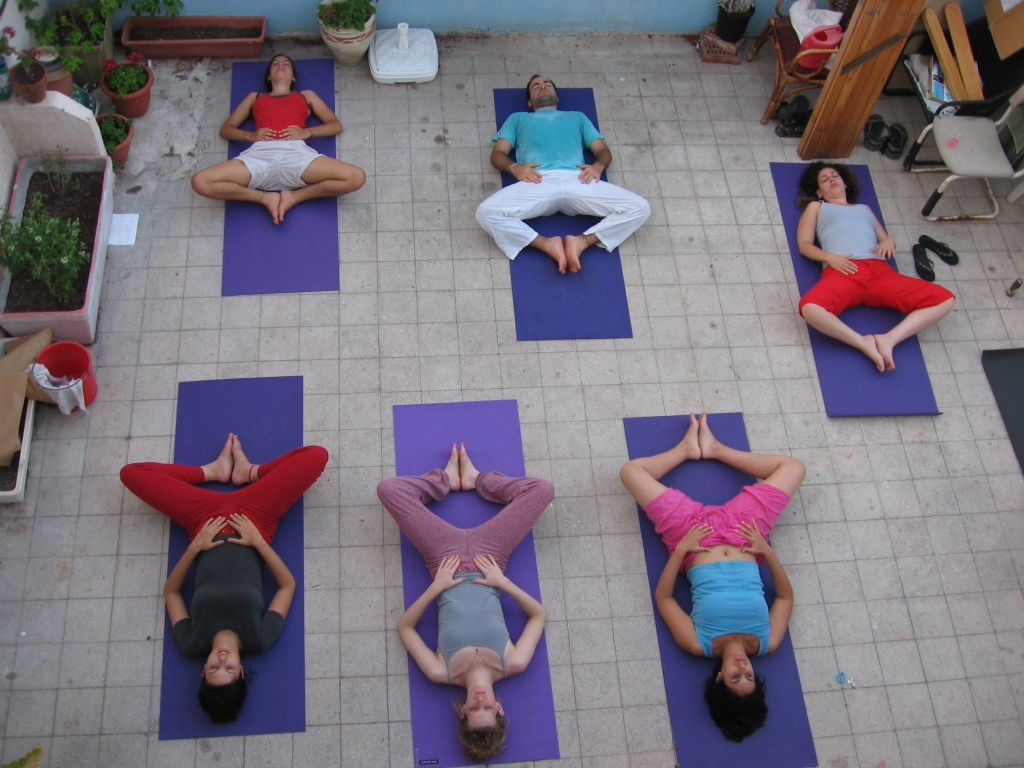
Занятие по хатха-йоге

Практически во всех эзотерических учениях существовали специальные системы, направленные на работу с физическим телом, что является их дополнительным отличием от религий.
Хатха-йога — это учение о психофизической гармонии, достигаемой с помощью физических средств воздействия на организм (диета, дыхание, шаткармы, асаны, бандхи, мудры) и психических средств (медитация и концентрация внимания во время выполнения асан, пранаямы).
Цели, которых желают достичь практикующие, весьма разнообразны. Это может быть как здоровье, так и пробуждение кундалини, осознание тождества атмана с Абсолютом и даже просветление и освобождение (самадхи).
Особо пристальное внимание уделяется обучению практике правильного дыхания — как во время занятий, так и в жизни.
Хатха-йога учит сознательно и внимательно относиться к своему здоровью, практикам внешнего и внутреннего очищения тела и ума, способам поведения в мире и системе правильного питания.

### Яма и Нияма
Этические принципы хатха-йоги — яма и нияма. Они описываются в первых двух ступенях восьмиступенчатой аштанга-йоги, изложенной в «Йога-сутрах» Патанджали. Ахимса — это главный этический принцип, лежащий в основе хатха-йоги.
В некоторых других источниках (Майтрайяния Упанишады (глава 6, строфа 18), Вишну Самхита, а также в текстах, написанных Горашанатхом, таких как Вивека-Мартанда) говорится о шестиступенчатой йоге, подразумевая, что ямы и ниямы уже освоены учеником до того, как он приступает к изучению хатха-йоги.

### Шаткармы
Шаткарма (санскр. षटकर्मन : шат — шесть, карма — действие) — общее название очистительных практик для тела, применяемых в хатха-йоге. Эти практики классифицированы и описаны в йогических текстах «Хатха-йога-прадипика» и «Гхеранда-самхита»:
1. Дхоути — набор техник очищения пищеварительного тракта;
2. Басти — метод промывания и тонизирования толстой кишки;
3. Нети — набор методов промывания и очищения носовых проходов;
4. Наули (Лаулики) — способ укрепления органов брюшной полости путём массирования их особым образом;
5. Капалабхати — методика очищения передней доли головного мозга, состоящая из трёх простых техник;
6. Тратака — практика пристального созерцания объекта, развивающая силу сосредоточения, укрепляющая глаза и оптические нервы.

### Асана

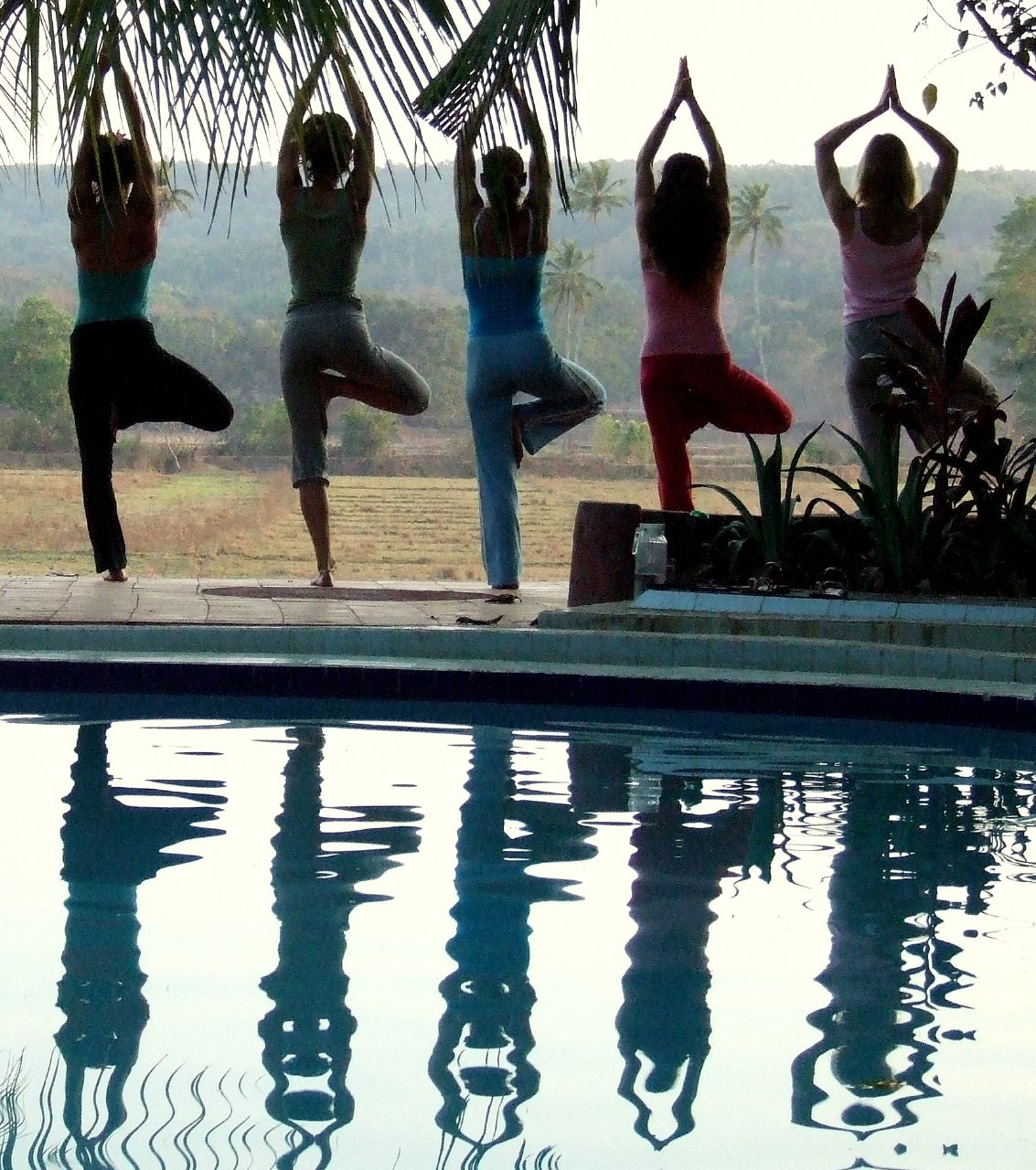
Девушки, выполняющие Врикшасану (поза дерева)

Асана — устойчивое положение тела, специальная поза, принимаемая для выполнения какого-либо упражнения либо сама им являющаяся. Классические тексты по йоге говорят о том, что асана должна быть «стхирам» — устойчивой, «сукха» — лёгкой. Сиддха Горакшанатх определяет асану как «пребывание в своей истинной форме».
Изначально в традиционных текстах описывается небольшое количество асан. В «Хатха-йога-прадипика» их 16, в «Гхеранда-самхита» — 32. Самой важной из асан Свами Сватмарама называет Сиддхасану.
По мнению сторонников данного учения, механизмы воздействия асан таковы:
- механическое влияние (задействует мышцы, не задействованные при других нагрузках);
- гуморальный механизм (изменения давления полостей тела);
- психосоматический механизм (воздействие на те зоны тела, на которые проецируются чакры, с целью изменения состояния на чакре);
- рефлекторный (воздействие на внутренние органы);
- стрессовый (микростресс при сверхусилии стимулирует лимбическую и гормональную системы);
- гормональный (при влиянии на кровоток в районе эндокринных желез);
- энергетический (влияние на эфирное тело человека — перераспределение энергии).

В хатха-йоге асаны используются в качестве инструмента интенсификации потоков праны в теле.
Как утверждают последователи, на более глубоком уровне в асанах происходит работа с вниманием. Принимая асану и оставаясь в ней, практикующий воспринимает ощущения на разных уровнях своего существа: на уровне тела, эмоций, ума. Асана создаёт определённое внутреннее энергетическое состояние, в котором и тело и сознание становятся едины и воспринимаются таковыми в каждый данный момент.
По утверждению последователей йоги, каждая асана дает мистический эффект, действующий за пределами обыденного человеческого восприятия.

### Пранаяма
Праная́ма (санскр. प्राणायाम , IAST: Prāṇāyāma, букв.: «контроль или остановка дыхания») — управление праной (жизненной энергией) с помощью дыхательных упражнений. Основной целью пранаямы является установление контроля над потоками сознания, которые тесно связаны с дыханием. Упражнения пранаямы применяются для очистки так называемого «тонкого тела» и нади от загрязнений, а также для накопления и преобразования жизненной энергии.
Упражнения состоят из продолжительного вдоха (пурака), выдоха (речака) и задержки между ними (кумбхака).
Осознанное дыхание помогает сознанию сконцентрироваться.

### Мудры и бандхи
«Мудра» переводится с санскрита как «печать», «оттиск». Другое значение этого слова — «дарующая радость». «Бандха» переводится как «замок».
Бандхами практик «перекрывает» (делает затруднённым) перемещения жидкостей внутри организма. Названия основных бандх: джала-надхара-бандха, уддияна-бандха, муладхара бандха.
Свами Сватмарама описывает цель практики мудр и бандх как пробуждение и поднятие энергии кундалини. По его мнению самой важной мудрой является кхечари-мудра.

## Классические тексты по хатха-йоге
- Хатха-йога-прадипика
- Шива-самхита
- Гхеранда-самхита
- Сиддха-сиддханта паддхати

## Школы хатха-йоги
- «Йога Майсурского дворца», основанная Шри Тирумалай Кришнамачарья: йогашала и её ответвления айенгар-йога, аштанга-виньяса-йога, вини-йога;
- Храмовая традиция йоги, основанная Свами Шивананда Сарасвати: школа йоги Свами Вишну Девананды, Бихарская школа йоги;
- Делийская школа йоги, основанная Свами Дхирендра Брахмачари.
- Школа Института йогатерапии Санта Круз (Мумбаи) Шри Йогендра.